# Жобер, Анук
Анук Жобер (фр. Anouck Jaubert; род. 27 января 1994, Сент-Этьен) — французская спортсменка, выступающая в спортивном скалолазании. Участница Олимпийских игр.
Она входит в сборную Франции в лазании на скорость с 2011 года.

## Биография
Анук Жобер родилась 27 января 1994 года.
До скалолазания она занималась многими видами спорта, в частности танцами, катанием на коньках, дзюдо и гимнастикой.
Из-за того, что она специализируется в лазании на скорость, она не занимается скалолазанием в естественных условиях. По словам Анук, она выбрала лазание на скорость за получаемый во время соревнований адреналин. В апреле 2011 года её включили в сборную Франции в лазании на скорость .
Параллельно со спортивной карьерой учится на физиотерапевта .

## Карьера
В 2015 году ей удалось войти в четверку лучших скалолазов на пяти этапах Кубка мира. На эталонной трассе она выиграла две золотые медали, а на заключительном этапе соревновалась с двумя российскими альпинистками за генеральную классификацию. На этом решающем этапе она завоевала серебряную медаль и заняла второе место в общем зачёте Кубка мира 2015 года .
В 2017 году завоевала серебро в лазании на скорость на Всемирных играх во Вроцлаве. В 2018 году на этапе Кубка мира в Москве установила мировой рекорд в лазании на скорость и завоевала золото.
В апреле 2020 года Международная федерация скалолазания объявила, что Анук прошла отбор на Олимпийские игры в Токио в 2020 году по решению Трехсторонней комиссии на основании 11-го места на чемпионате мира 2019 года. Жобер стала одним из четырёх спортсменов-скалолазов Франции (наряду с Жулией Шанурди, Бассой Мавемом и Микаэлем Мавемом), которые выступят на Олимпиаде в Токио, где дебютирует скалолазание .
4 августа 2021 года Жобер приняла участие в квалификации на Олимпийских играх. Она заняла второе место после Александры Мирослав в лазании на скорость (7,12 с), в боулдеринге заняла 13-е место, сумев достичь одного топа и преодолеть одну зону. Преодолев 16 зацепов в лазании на трудность и заняв 15-е место, она сумела опередить чемпионку Европы россиянку Викторию Мешкову (390 против 450 очков) и выйти в финал Олимпийских игр с последнего восьмого места. Жобер заняла второе место в лазании на скорость, уступив лишь установившей новый мировой рекорд польке Александре Мирослав. Тем не менее, шестое место в боулдеринге и седьмое в лазании на трудность не позволили ей завоевать медаль, и француженка финишировала шестой с произведением мест 84.